# مايك سوليفان (لاعب كرة قاعدة)
مايك سوليفان (بالإنجليزية: Mike Sullivan)‏ هو لاعب كرة قاعدة أمريكي، ولد في 10 يونيو 1860 في Webster, Massachusetts ‏ في الولايات المتحدة، وتوفي بنفس المكان في 16 يونيو 1929.

## وصلات خارجية
- مايك سوليفان على موقعبيزبول رفرنس.كوم (الدوري الرئيسي) (الإنجليزية)
- مايك سوليفان على موقعبيزبول رفرنس.كوم (الدوري الثانوي) (الإنجليزية)